# 1940-talet

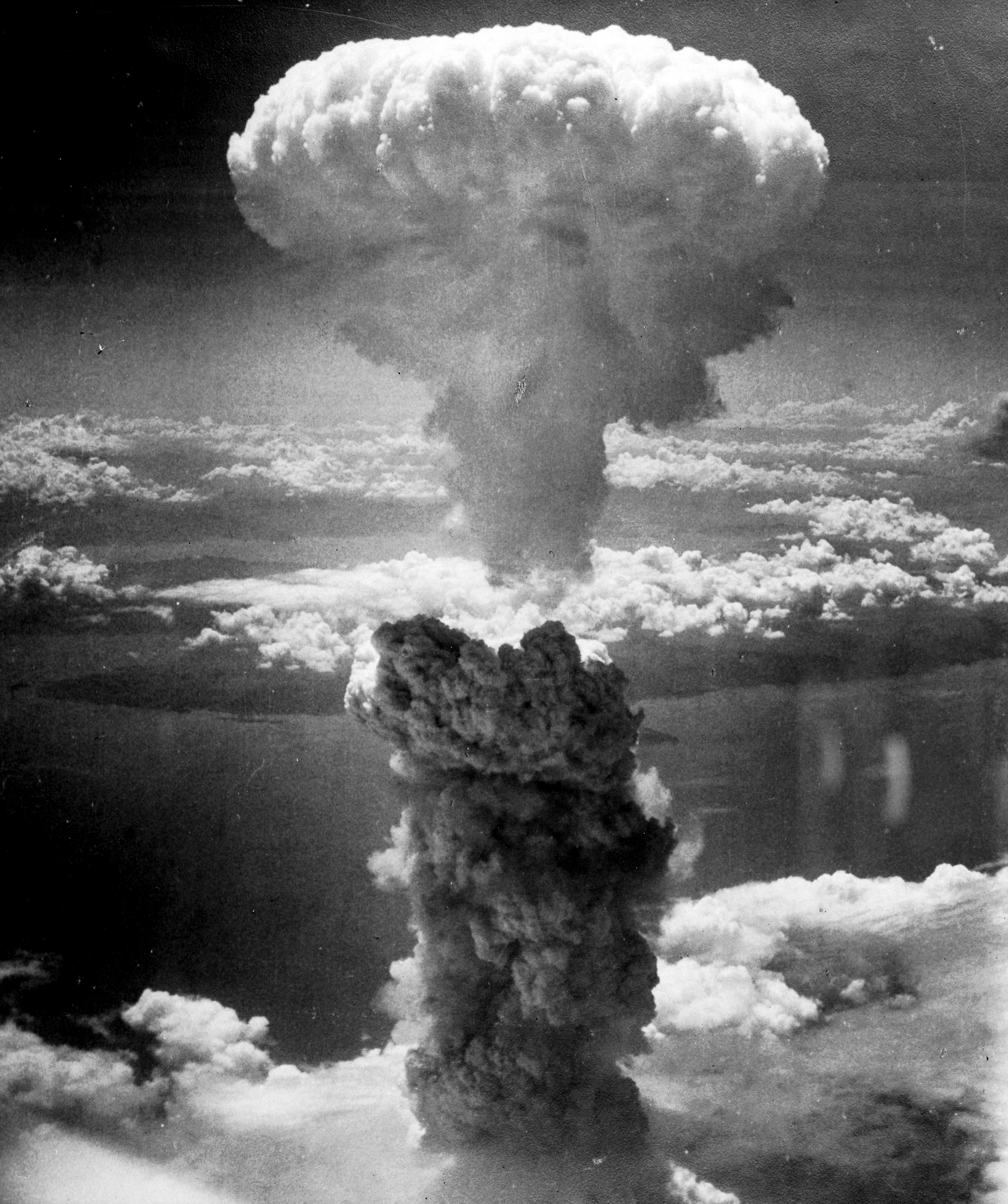
USA:s fällande a atombomben över Nagasaki den 9 augusti 1945 avslutade andra världskriget i Stilla havet. Även kalla kriget kom att påverkas av kärnvapen, där de dock aldrig användes som vapen utan bara provsprängdes i såväl forsknings- som avskräckande syfte.

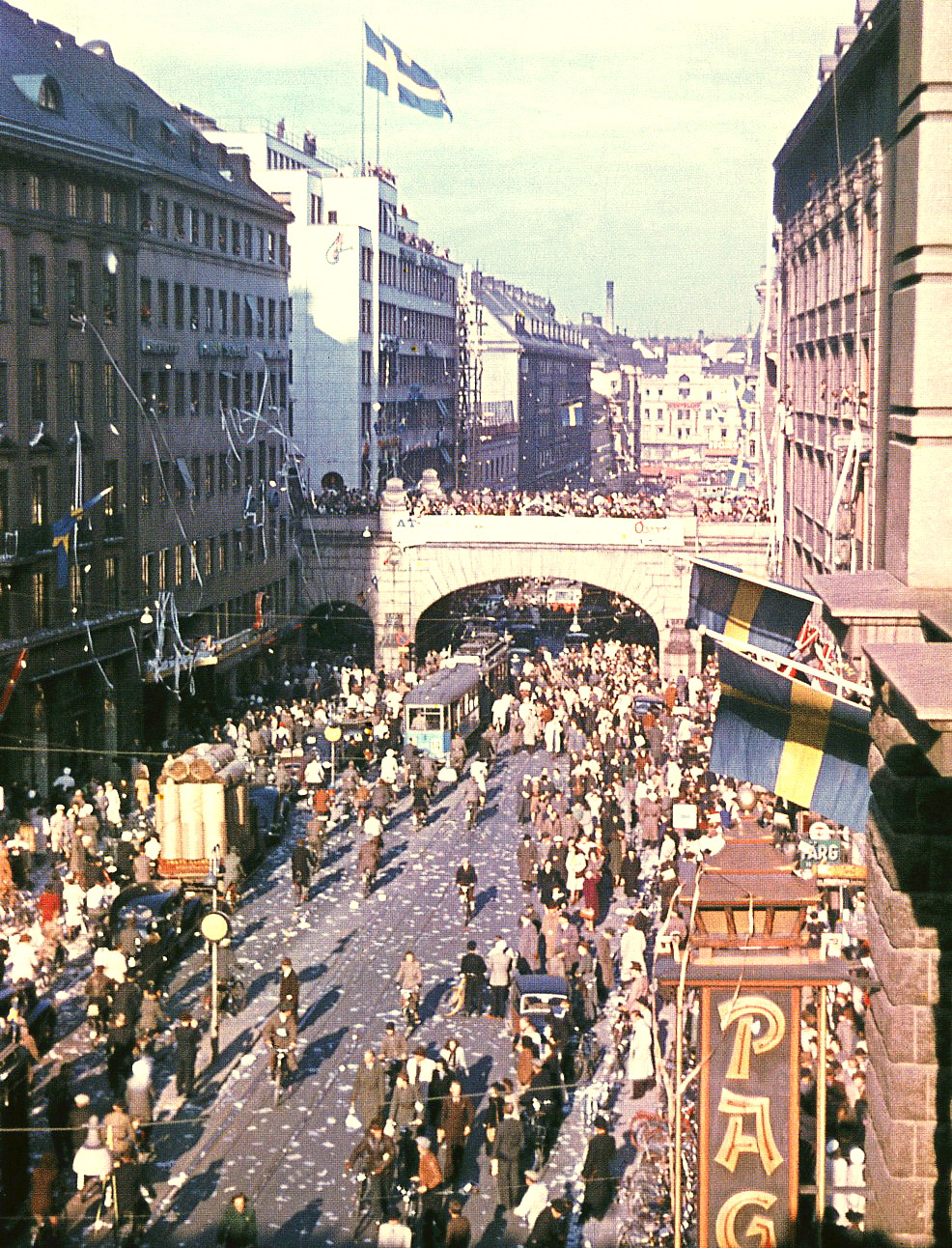
Även i neutrala stater som Sverige var man glad 1945 och firade när andra världskriget tagit slut.

1940-talet, eller i vardagligt tal 40-talet, är ett årtionde inom den kristna tideräkningen mellan 1 januari 1940 och 31 december 1949. Många talar om att symboliskt började 1940-talet med andra världskriget när Nazityskland invaderade Polen den 1 september 1939 och avslutades först med krigets slut den 2 september 1945.[källa behövs]
Efter andra världskriget skulle det kalla kriget sedan symboliskt inleda 1950-talet, ett spänt globalt förhållande mellan USA och Sovjetunionen som efter 1945 just hade börjat och skulle fortsätta i över 45 år.

## Händelser

### Större händelser
- 30 november 1939-13 mars 1940: finska vinterkriget
- 9 april 1940: Tyskland invaderar Danmark och Norge
- 22 juni 1940: Tyskland besegrar Frankrike.
- Juli 1940-maj 1941: Slaget om Storbritannien.
- 1 augusti 1940: Polismästaren i Stockholm förbjuder Karl Gerhard att sjunga Den ökända hästen från Troja.
- 22 juni 1941: Tyskland angriper sin dittillsvarande bundsförvant Sovjetunionen.
- 25 juni 1941-19 september 1944: finska fortsättningskriget
- 7 december 1941: Andra världskriget blir ett verkligt globalt krig när Japan och USA dras med.
- 1944: Erik Wallenberg uppfinner den tetraederformade förpackningen, grunden i Tetra Pak.
- 6 juni 1944: Invasionen i Normandie
- Maj-september 1945: De allierade segrar i andra världskriget.
- 24 oktober 1945: Den internationella samarbetsorganisationen FN bildas.
- 15 augusti 1947: Brittiska Indien delas i Indien och Pakistan.
- 1948-1949: Berlinblockaden; kalla kriget inleds på allvar.

### År1940
- 8 januari – Den svenska riksdagen godkänner införandet av tvångsmedel i krigstid.
- 16 januari – De första finländska krigsbarnen kommer till Haparanda och förs sedan vidare till värdfamiljer runtom i Sverige där de skall bo tills förhållandena i Finland normaliserats.
- 16 februari – Det tyska fraktfartyget Altmark bordas av engelsmännen i den så kallade Altmarkaffären.
- 21 februari – Sovjetiskt flyg bombar av misstag Pajala. Hus och gårdar i byn träffas, men ingen människa dödas eller skadas svårt.
- 5 mars –  Katynmassakern: Medlemmarna i sovjetiska Politbyrån (Josef Stalin, Vjatjeslav Molotov, Lazar Kaganovitj, Michail Kalinin, Kliment Vorosjilov och Lavrentij Berija) undertecknar en order, beredd av Beria, för att avrätta 25 700 av den polska intelligentian, inkluderat 14 700 polska krigsfångar.
- 13 mars – Finska vinterkriget avslutas genom fredsavtal i Moskva mellan Finland och Sovjetunionen efter tre och en halv månads krig. Villkoren betraktas på många håll i världen som mycket hårda för Finland. Striderna upphör dagen därpå.
- 9 april – Tyskland anfaller Danmark och Norge, och Danmark kapitulerar så gott som omedelbart medan norrmännen fortsätter göra motstånd. Norska flyktingar börjar strömma över gränsen till Sverige. Huvuddelen av de svenska styrkorna finns i norr, vid finländska gränsen.
- 14 maj – Tyska bombflygplan vräker ner bomber över hamnstaden Rotterdam i Nederländerna, som skadas svårt av tyska Luftwaffe.
- 15 maj
  - Nederländerna kapitulerar till Tysklands invasion.
  - Tyska trupper överskrider gränsen till norra Frankrike.
  - Den första McDonald'srestaurangen öppnas i San Bernardino, Kalifornien.
- 17 maj – Tyska soldater intar Bryssel.
- 20 maj – Tyska soldater går in i Frankrike.
- 9 juni – Den svenska regeringen ger sin tillåtelse till tyska trupptransporter till och från Norge genom Sverige.
- 10 juni – Italien förklarar krig mot Storbritannien och Frankrike på Tysklands sida [1]. USA:s president Franklin D. Roosevelt betecknar handlingen som En dolkstöt i ryggen vid ett tal i Virginia.
- 22 juni – Fransk-tysk vapenvila undertecknas och Philippe Pétain blir fransk regeringschef i den södra obesatta delen, styrd från Vichy. Vapenvilan sluts i Compiègneskogen i samma järnvägsvagn som tyskarna undertecknade kapitulationen 1918.

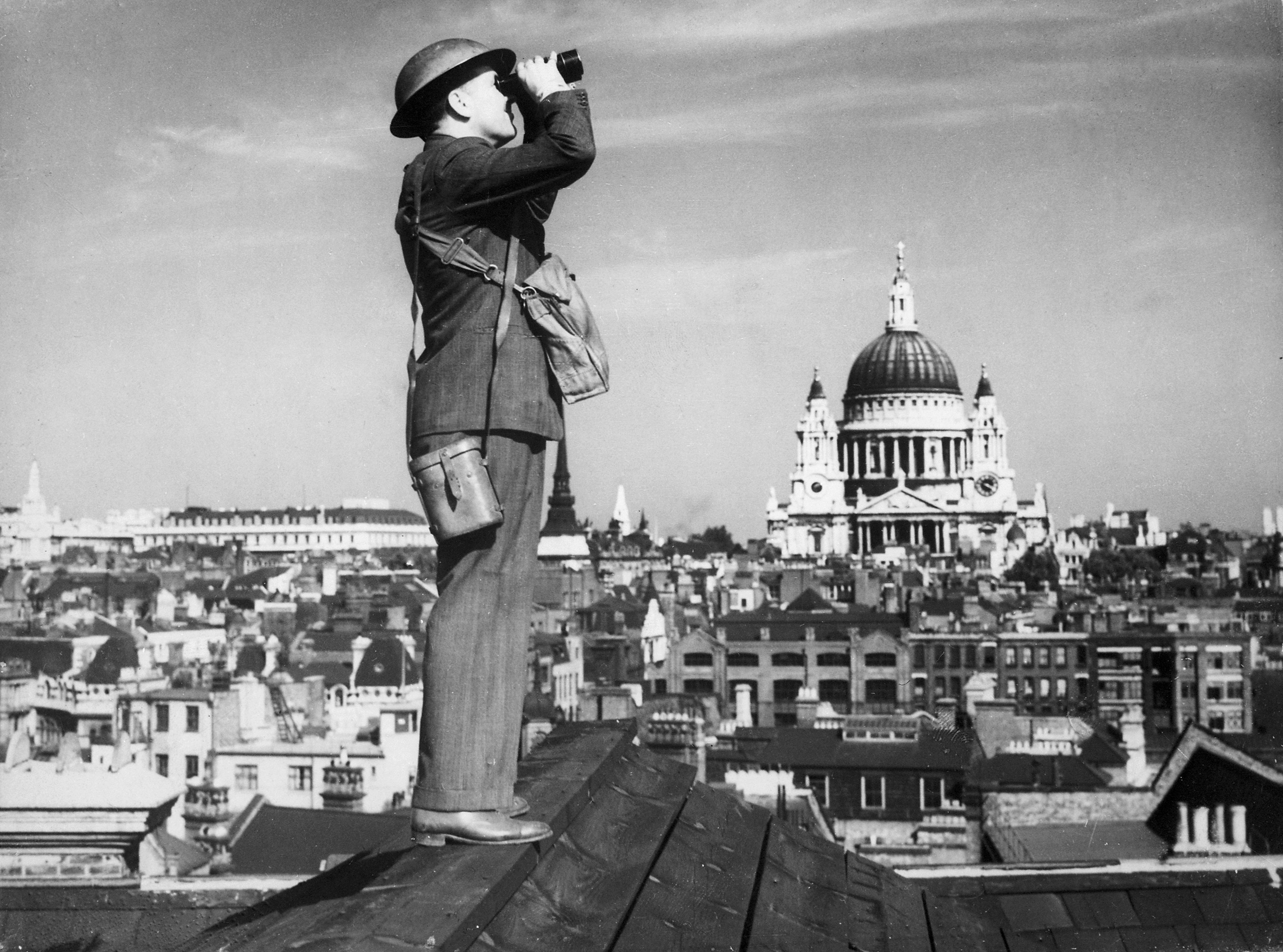
Slaget om Storbritannien.

- 10 juli – Slaget om Storbritannien (Battle of Britain) börjar med tyska flyganfall mot England samt brittiska konvojer i Engelska kanalen.
- 27 september – Italien, Japan och Tyskland ingår en tremaktspakt i Berlin.
- 3 oktober – Brittiskt bombflyg släpper av misstag bomber över Malmö.
- 15 oktober – Charlie Chaplins långfilm "Diktatorn", som gör parodi på Adolf Hitler, har biopremiär i USA och blir omdebatterad.
- 5 november – Demokraten Franklin D. Roosevelt vinner presidentvalet i USA före republikanen Wendell Willkie.

### År1941
- 10 april – Oberoende staten Kroatien utropas med Ante Pavelić som regeringschef.
- 17 april – Jugoslavien kapitulerar till de invaderande tyska soldaterna efter elva dagar.
- 27 maj – Tyska slagskeppet Bismarck sänks och 2 300 man följer med i djupet.

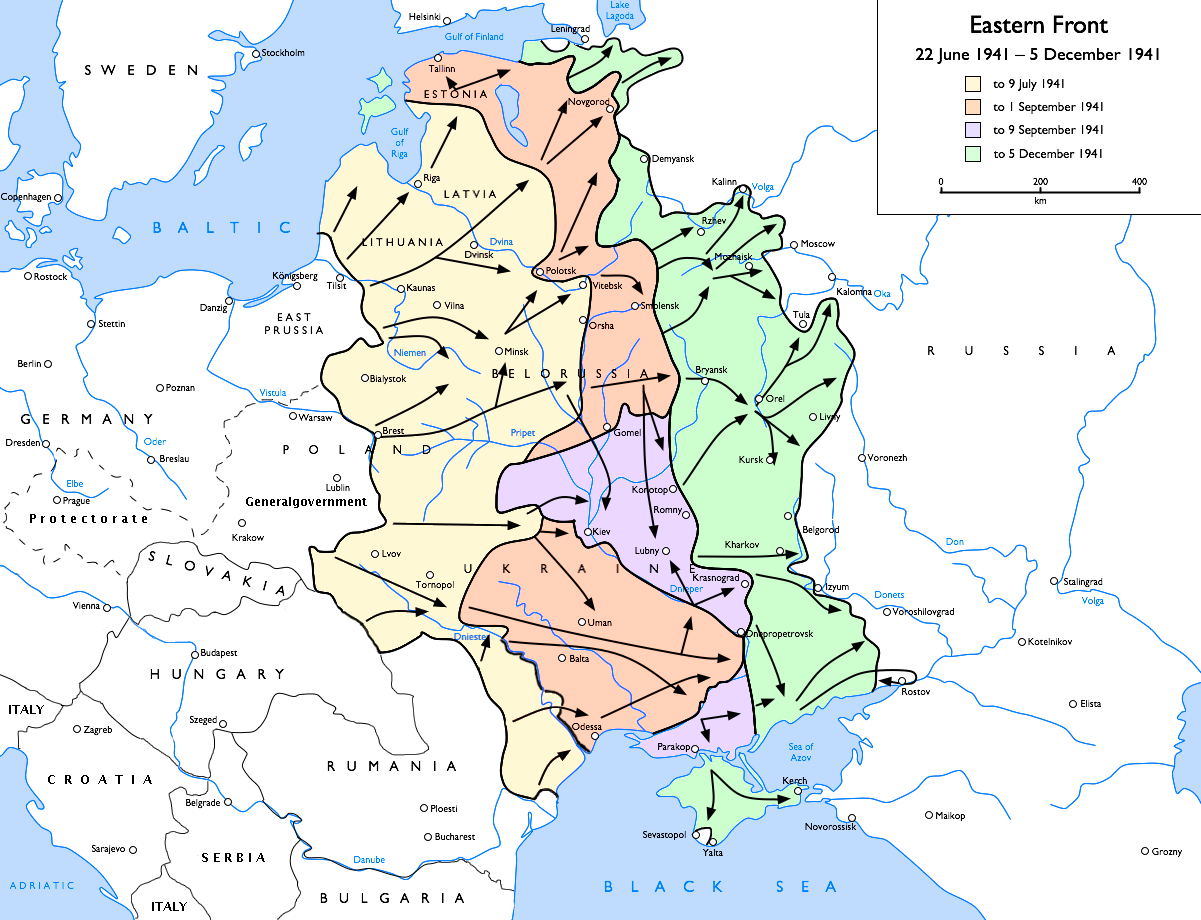
Operation Barbarossa.

- 22 juni - Tyskland anfaller utan krigsförklaring Sovjetunionen, och några dagar senare förklarar även Finland att man ligger i krig med Sovjetunionen. Tyskland begär att få skicka Engelbrechtdivisionen (14 712 fullt utrustade soldater) Norge till Finland genom Sverige.
- 25 juni - Finland sluter upp på Tysklands sida för att återta områden man tvingats avträda föregående år. Sovjetunionen flygbombar finländska städer, och Finlands statsminister Jukka Rangell konstaterar i ett radiotal att Finland åter är i krig med Sovjetunionen.

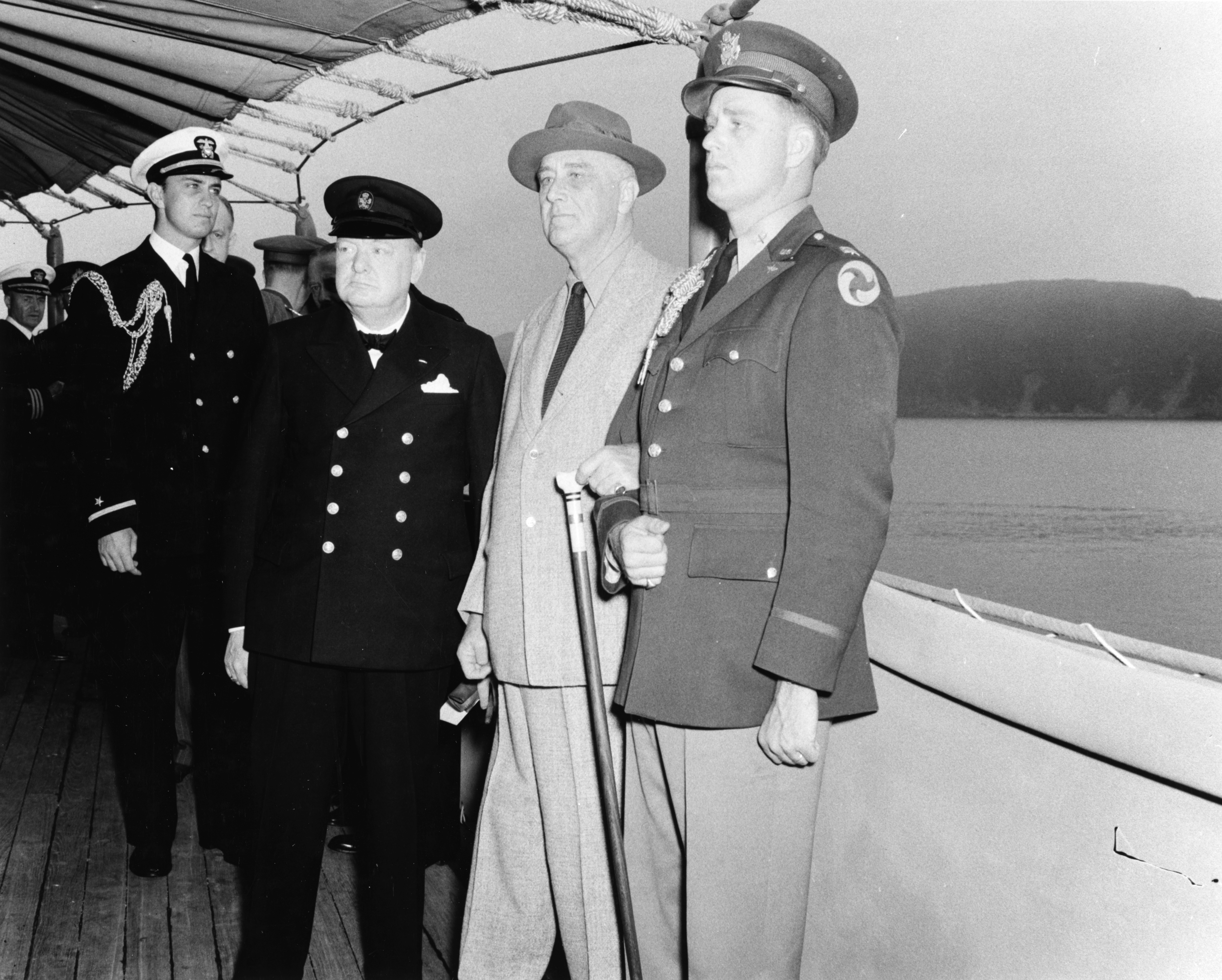
Atlantdeklarationen

- 14 augusti – USA:s president Franklin D. Roosevelt och Storbritanniens premiärminister Winston Churchill undertecknar Atlantdeklarationen.
- 3 september – Första massgasningarna i Auschwitz genomförs.
- 8 september – Den tyska belägringen av Leningrad börjar.
- 19 september - Tyska soldater erövrar Kiev.

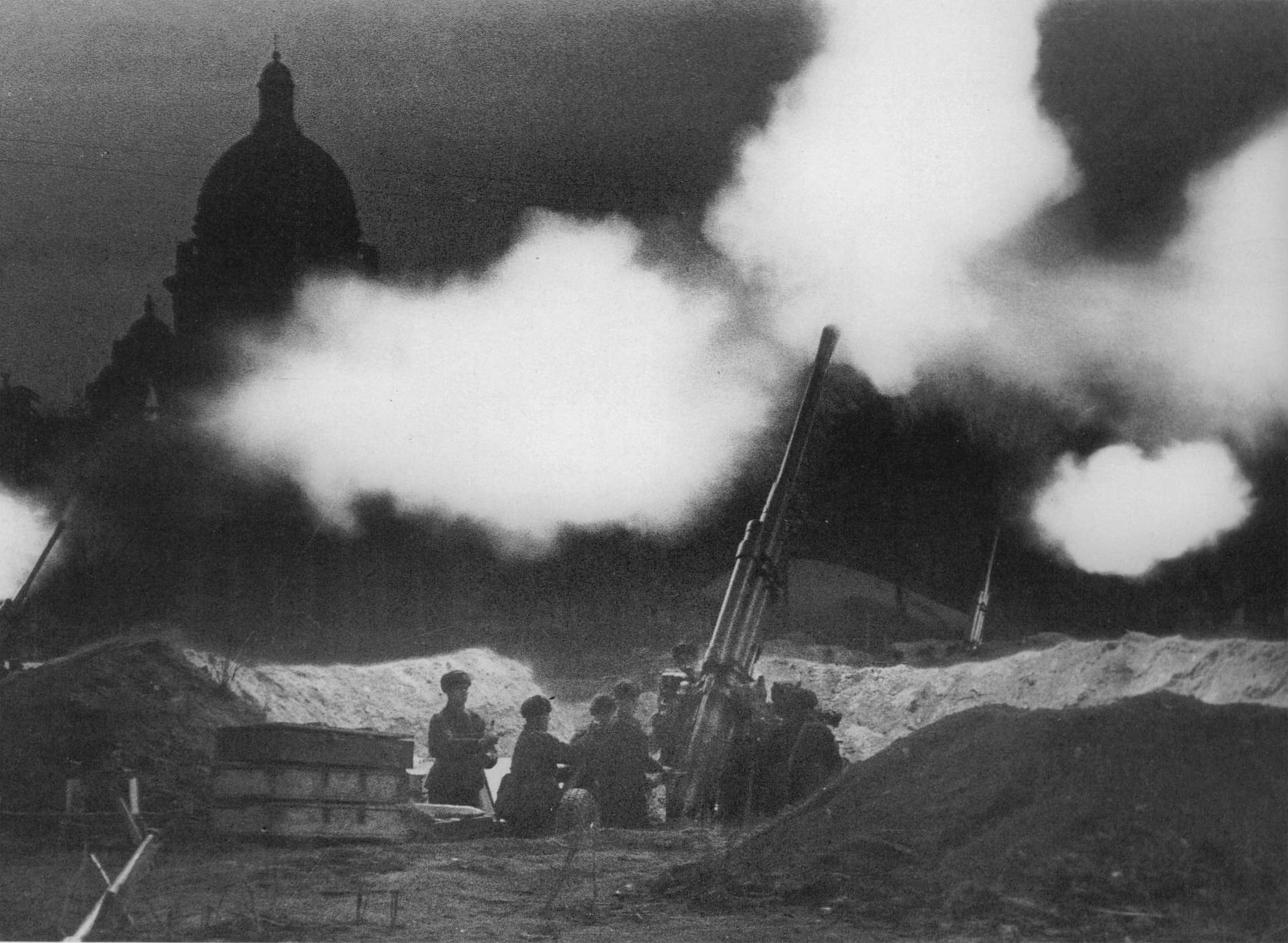
Belägringen av Leningrad.

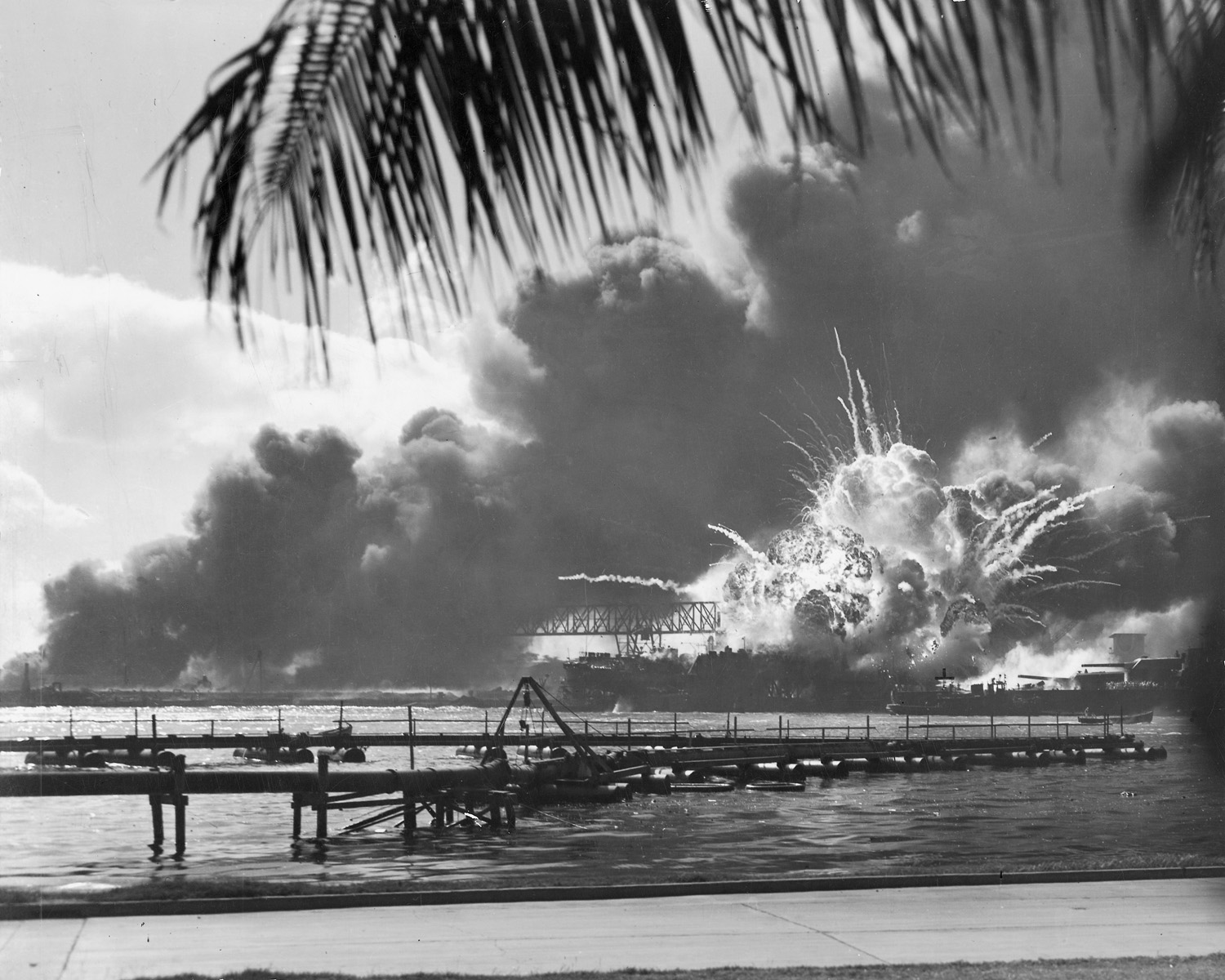
Attacken mot Pearl Harbor.

- 5 december – Sovjetska soldater går till motoffensiv mot tyskarna, vilka står 3 mil från Moskva.
- 6 december – Tysklands offensiv hejdas framför Moskva.
- 7 december
  - Större delen av USA:s Stillahavsflotta i Pearl Harbor, Hawaii utsätts för ett överraskande anfall av Japan genom hangarfartygsbaserade flygstridskrafter. Därmed inträder USA i andra världskriget på de allierades sida.
  - Japan förklarar krig mot USA, Storbritannien, Kanada och Australien.
- 8 december – USA går in i världskriget på de allierades sida och USA:s president Franklin D. Roosevelt radiotalar [2].

### År1942
- 20 januari – Under den nazistiska Wannseekonferensen i Berlin ger SS-generalen Reinhard Heydrich i uppdrag att organisera den slutgiltiga lösningen på judefrågan, det vill säga systematiskt folkmord.
- 26 februari – Köldrekord slås i hela Sverige, -35 grader i Skåne, vilket anses som 1900-talets kallaste dag i Sverige. Dessutom är temperaturen i bostäder och på arbetsplatser låg på grund av kolbristen. Gotland isoleras på grund av inställd färjetrafik och Sverige upplever 1942 sin tredje exceptionellt kall vinter i rad.
- 26 mars - Deportationerna av judar till Auschwitz inleds.
- 18 april - USA inleder flygbombningar av Tokyo, Yokohama och andra städer i Japan som första amerikanska vedergällningen mot Japan för attacken på Pearl Harbor.
- Maj – Den första massgasningen sker i Birkenau-lägret, där 1 500 män och barn gas ihjäl så fort de anlänt.
- 22 juli – Deportationerna av judar från Warszawa till Treblinka inleds i tyskockuperade Polen utanför byn Treblinka. Fram till oktober 1943, dödas uppskattningsvis 850 000 personer där,[3] av vilka 800 000 var judar.[4]
- 23 oktober–4 november – Andra slaget vid passet El Alamein utkämpas mellan Erwin Rommels tyska Afrikakår och Bernard Montgomerys åttonde brittiska armé, vilket innebär allierad seger och vändpunkten i ökenkriget.
- 8 november  – Operation Torch, där amerikanska och brittiska styrkor landstiger i Nordafrika med 185 000 man, inleds.

### År1943

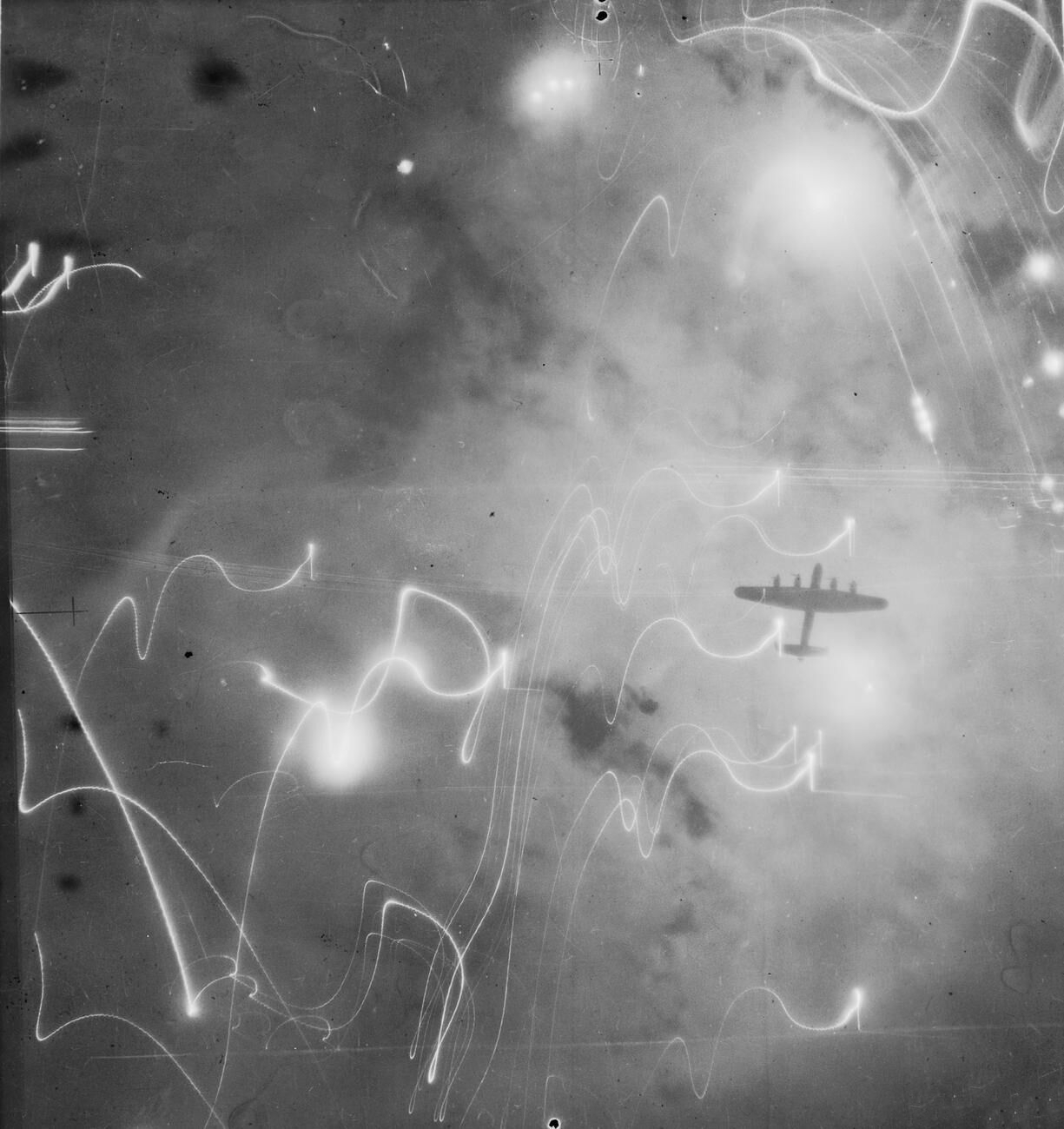
De allierade bombar Hamburg

- 14 januari – Casablancakonferensen öppnas i Casablanca, Marocko. Den håller på till den 24 januari.
- 18 januari - Belägringen av Leningrad hävs.
- 31 januari – Tysklands kringrängda 6:e armé kapitulerar vid Stalingrad.
- 6 mars – I den så kallade Ränneslättsolyckan dör sex och skadas 29 personer (av vilka fyra dör senare) vid en kraftig explosion vid militära övningar.
- 19 april – Upproret i Warszawas getto startar när judarna i Warszawas getto gör uppror inför deportationer till Auschwitz, men får svag hjälp och upproret krossas.
- 24 juli – De allierade inleder en serie flygbombningar av Hamburg, vilket kräver 30 000 dödsoffer och utlöser en eldstorm. Brittiska och kanadensiska bombflygplan anfaller nattetid, amerikanska under dagtid. Vid operationens avslutande i november har 9 000 ton bomber fällts över staden, mer än 30 000 invånare har omkommit och cirka 280 000 byggnader har förstörts.

### År1944
- 22 februari - Stockholm och Strängnäs bombas av sovjetiska bombflygplan. Stockholm bombas och Strängnäs. Bland annat träffas Söder.
- 25 februari – Island förklarar sig självständigt från Danmark.
- 14 april – Ett med sprängämnen och ammunition lastat brittiskt fartyg exploderar i hamnen i Bombay, Indien. På explosionens konto hamnar cirka 1 500 omkomna eller saknade, 3 000 skadade och 13 förstörda fartyg. Kostnaderna för skadorna beräknas till omkring en miljard USD.
- 5 juni – Rom intas av de allierade.

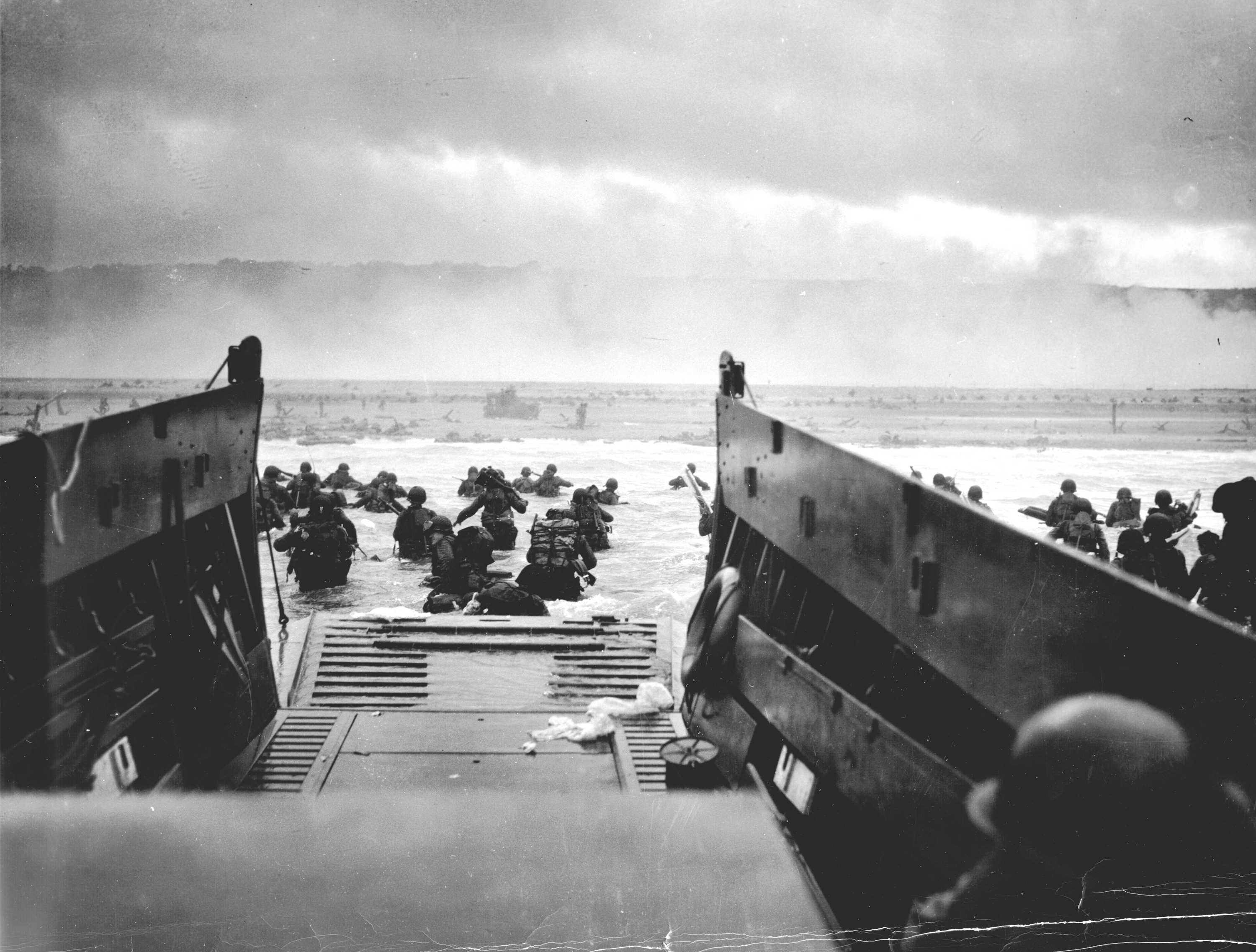
Landstigningen i Normandie.

- 6 juni – Denna dag går under benämningen D-dagen då Operation Overlord, de allierades stora invasion i Normandie vid Franska Atlantkusten ledd av amerikanska generalen Dwight D. Eisenhover som öppnar den andra fronten i Europa, inleds.
- 20 juli – Adolf Hitler utsätts för ett attentatsförsök av en grupp krigströtta tyska officerare, men klarar sig. Ca 200 personer, främst högre militärer och statstjänstemän, som antas ha varit medansvariga avrättas inom en kort period.
- 23 juli – Koncentrationslägret Majdanek – ett av förintelselägren - är det första som befrias.
- 6 september – Anne Frank och hennes familj kommer till Auschwitz, hon dör senare i Bergen-Belsen.
- 17 september – I det svenska valet till Andra kammaren vinner kommunisterna sin största seger någonsin, medan socialdemokraterna förlorar sin absoluta majoritet. Efter valet börjar socialdemokrater kräva att samlingsregeringen skall upplösas, eftersom man anser att den spelat ut sin utrikespolitiska roll och blivit en ideologisk belastning.
- 19 september – Det finsk-sovjetiska vapenstilleståndet undertecknas i Moskva, med kärva villkor för Finland.
- 7 november – Demokraten Franklin D. Roosevelt vinner presidentvalet i USA före republikanen Thomas E. Dewey, och väljs därmed för en fjärde period som USA:s president.

### År1945
- 17 januari

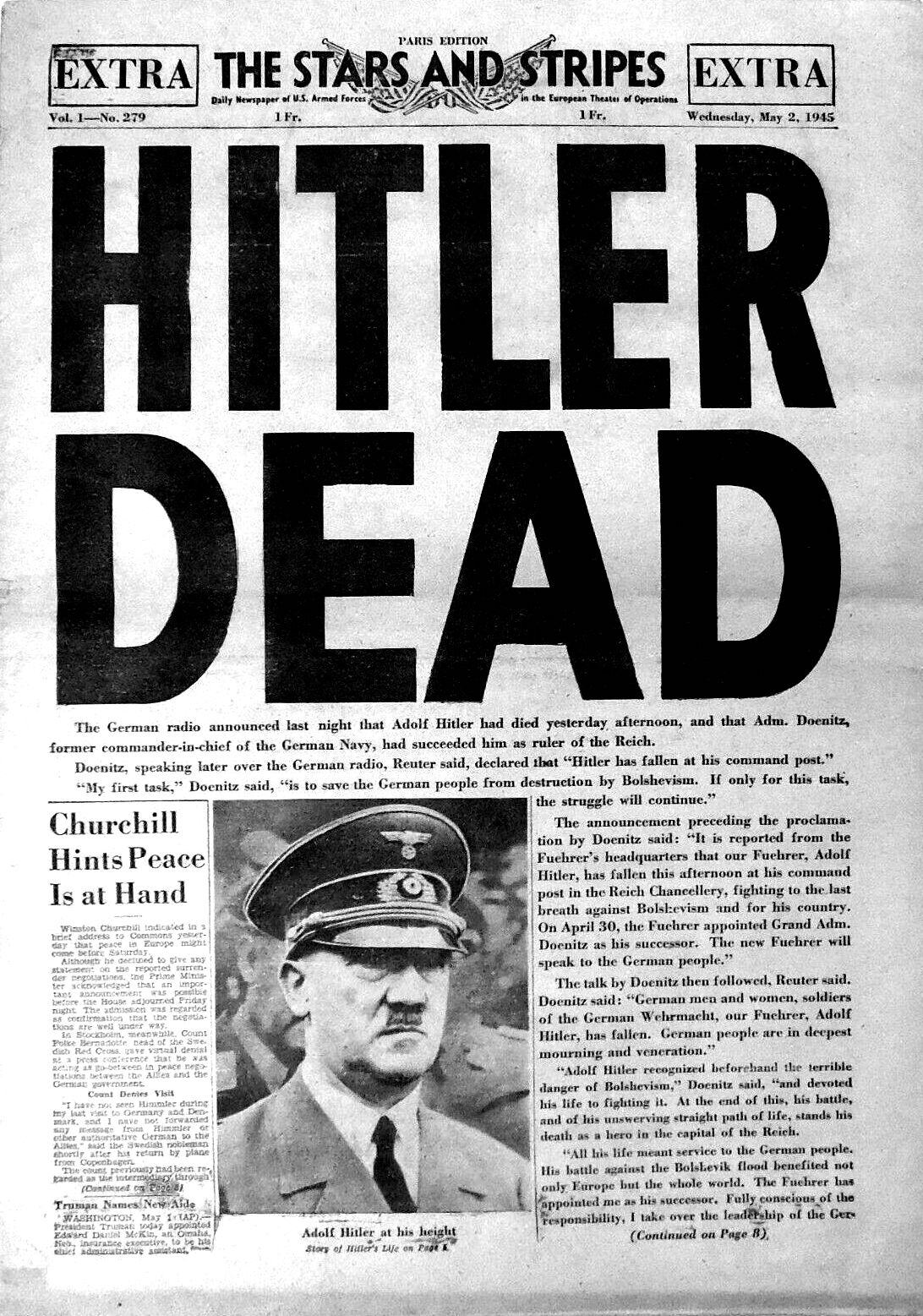
Adolf Hitler och Eva Brauns självmord.

  - Sovjetiska trupper erövrar den nästan helt raserade polska huvudstaden Warszawa från tyskarna.
  - Nazisterna påbörjar evakueringen av Auschwitz då sovjetiska trupper närmar sig.
  - Den svenske diplomaten Raoul Wallenberg, legationssekreterare vid Sveriges ambassad i Budapest och som räddat 10 000-tals ungerska judar undan nazisterna, fängslas av förs bort av sovjetiska styrkor i Budapest och försvinner.[1]
- 27 januari – Röda armén befriar de 5 000 återstående fångarna i förintelselägret Auschwitz,[1] vilket sedermera leder till att 27 januari antas som förintelsens minnesdag.

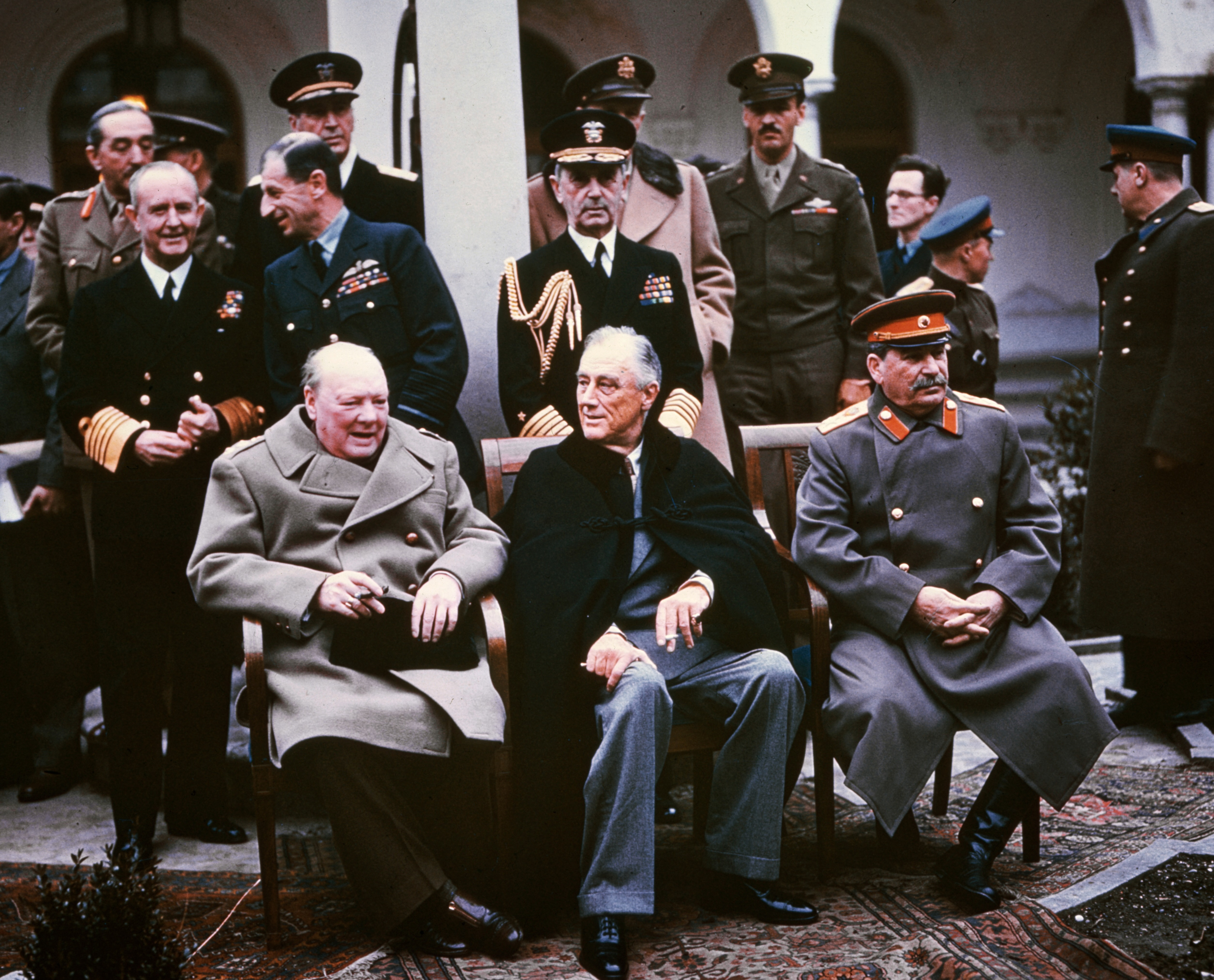
Segrarna i andra världskriget, Churchill, Roosevelt och Stalin vid toppmötet i Jalta 1945.

- 4–11 februari – Jaltakonferensen hålls med deltagande av Winston Churchill (Storbritannien), Franklin D. Roosevelt (USA) och Josef Stalin (Sovjetunionen), som drar upp riktlinjerna för framtidens Europa i väntan på Tysklands kapitulation. Europa delas upp i intresseområden, varvid Stalin kräver diverse östeuropeiska stater, som en buffertzon mot övriga Europa.
- 13 februari – De allierades flygbombningar av Tysklands städer kulminerar med att Dresden läggs i ruiner.
- 9 mars - Svenska Röda Korset sänder 75 vitmålade bussar och lastbilar i en aktion till Tyskland, ledd av Folke Bernadotte, för att i första hand befria nordiska fångar ur koncentrationslägren.
- 13 april – Sovjetiska soldater går in i Wien, och startar sedan slutoffensiv mot Berlin.
- 22 april – Arabförbundet bildas.
- 25 april
  - För första gången under kriget möts amerikanska och sovjetiska trupper i staden Torgau vid Elbe, vilket leder till att Tyskland delas i två delar.
  - Berlin inringas av sovjetiska trupper.
- 28 april – Benito Mussolini och hans älskarinna Clara Petacci tas till fånga och arkebuseras och hängs upp och ned av italienska partisaner inför allmänheten på Piazzale Loreto i Milano.
- 30 april
  - Adolf Hitler och hans dygnsgamla hustru men mångåriga älskarinna Eva Braun begår självmord i Führerbunkern i Berlin.
  - Storamiral Karl Dönitz efterträder Hitler som tysk rikspresident. Joseph Goebbels utses till rikskansler.
- 2 maj - Sovjetiska trupper intar Berlin.
- 4 maj
  - Nederländerna och Danmark blir åter fritt från den tyska ockupationen.
- 7 maj
  - Tyskland kapitulerar villkorslöst i general Dwight D. Eisenhowers högkvarter i Reims, och andra världskriget tar slut i Europa. Bland annat blir Norge åter fritt från den tyska ockupationen. Glädjescener utbryter i hela Sverige, mest kända är bilderna från Kungsgatan i Stockholm där karnevalsstämning utbryter.
  - Sveriges statsminister Per Albin Hansson säger efter Tysklands kapitulation om Sverige att det är en "glädje att landet kunnat hållas utanför kriget, och lyckats undgå den förstörelse som råder i övriga Europa".
- 14 maj – Österrike förklarar sig självständigt.

Förenta nationerna

- 26 juni – FN:s stadgar undertecknas i San Francisco av 51 stater.
- 17 juli–2 augusti – Potsdamkonferensen, mellan Storbritannien, USA och Sovjet äger rum. Man diskuterar hur man skall göra med de besegrade länderna Tyskland och Italien och slutföra kriget mot Japan.
- 6 augusti – USA fäller den första atombomben använd i krig över Hiroshima. 60 000 invånare omkommer omedelbart.
- 9 augusti
  - USA fäller den andra atombomben använd i krig över Nagasaki. 60-80 000 invånare omkommer och ca 20 000 skadas direkt.
  - Sovjetiska armén inleder sin offensiv mot Japan i norra delen av Japan-kontrollerad Manchuriet.
- 14 augusti – Japans kejsar Hirohito proklamerar Japans villkorslösa kapitulation till USA, och andra världskriget är definitivt över. Alliansfördrag mellan Kina och Sovjetunionen.
- 10 september – Vidkun Quisling döms till döden i Norge.
- 14 november – Nürnbergprocessen, där 24 tyska krigsförbrytare ställs inför rätta, inleds.

### År1946
- 10 januari – FN:s första generalförsamling hålls i London [5].
- 13 mars – Nürnbergprocessen inleds.
- 7 maj – Företaget Sony grundas i Tokyo.
- 29 augusti – Sverige blir medlem av FN.
- 17 september – SAS börjar med långflygningar över Atlanten.
- 20 september – Första internationella filmfestivalen i Cannes startar.
- 28 september – Kung Gustaf V hetsar sin chaufför, som råkar köra av vägen i en kurva på gamla Södertäljevägen. Härav får kurvan snart namnet Kungens kurva.

### År1947
- 26 januari – Sveriges arvprins Gustaf Adolf omkommer vid en flygolycka på Kastrup utanför Köpenhamn, strax efter att flygplanet startat igen efter mellanlandning i Danmark.
- 31 januari – Det avslöjas att den svenska Säkerhetspolisen under andra världskriget samarbetat med Gestapo. Bland annat har de skickat tillbaka tyska flyktingar till Tyskland och svenska kommunister har rapporterats till tyska myndigheter.
- 28 april – Kon-Tiki-expeditionen, med bland andra Thor Heyerdahl och Bengt Danielsson, avseglar från Callao i Peru.
- 9 maj – Penicillin börjar säljas på svenska apotek mot recept i Sverige.

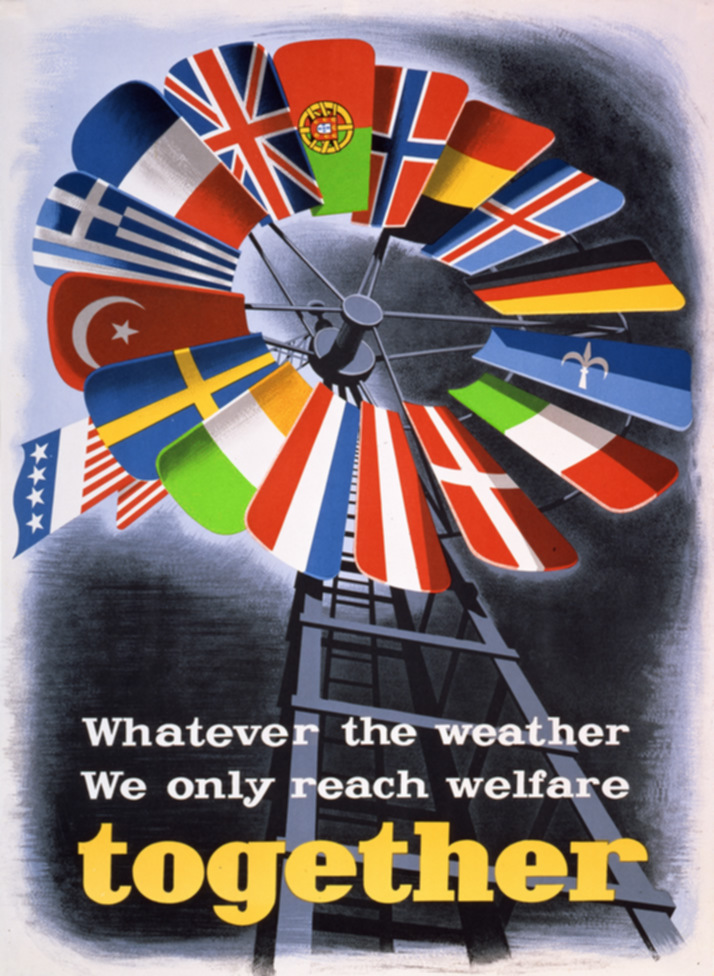
Marshallplanen.

- 5 juni – USA:s utrikesminister George C. Marshall lägger fram Marshallplanen för hjälp till Europas länder efter andra världskriget.
- 30 juni – Efter förhandlingar med italienska myndigheter kommer från Italien de första utländska arbetskraftsinvandrarna till Sverige, där det råder brist på arbetskraft. Först kommer 25 arbetare från Turin, tänkta att följas av ytterligare hundra kvalificerade arbetare, totalt 500.
- 7 augusti – Kon-Tiki, Thor Heyerdahls flotte av balsaträ grundstöter på Raroia i Tuamotuöarna efter en seglats på när 7 000 km under 101 dagar. Heyerdahl visar därmed att det varit möjligt för forntida människor att ta sig över Stilla Havet från Sydamerika.

14 augusti – Pakistan blir självständigt från brittiska imperiet. Trots att övergången sker vid midnatt efter detta datum räknar Pakistan detta datum som självständighetsdag.
- 15 augusti – Indien och Pakistan separerar efter förhandlingar i London, och Indien får efter åratal av icke-vålds-protester sin självständighet.

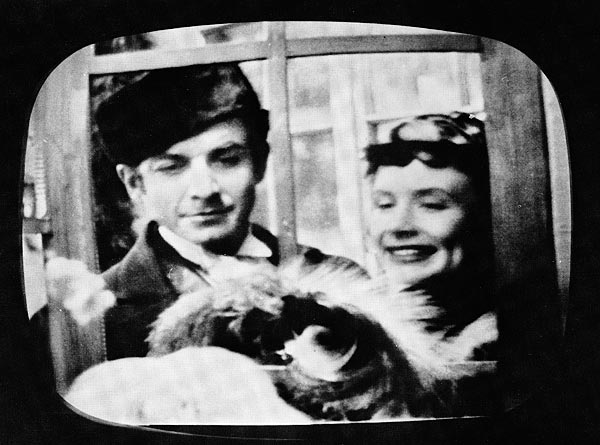
TV sänds för första gången på försök i Sverige år 1947

- 28 november – TV sänds för första gången på försök i Sverige.
- 25 november – Nya Zeeland blir självständigt från Storbritannien.

### År1948

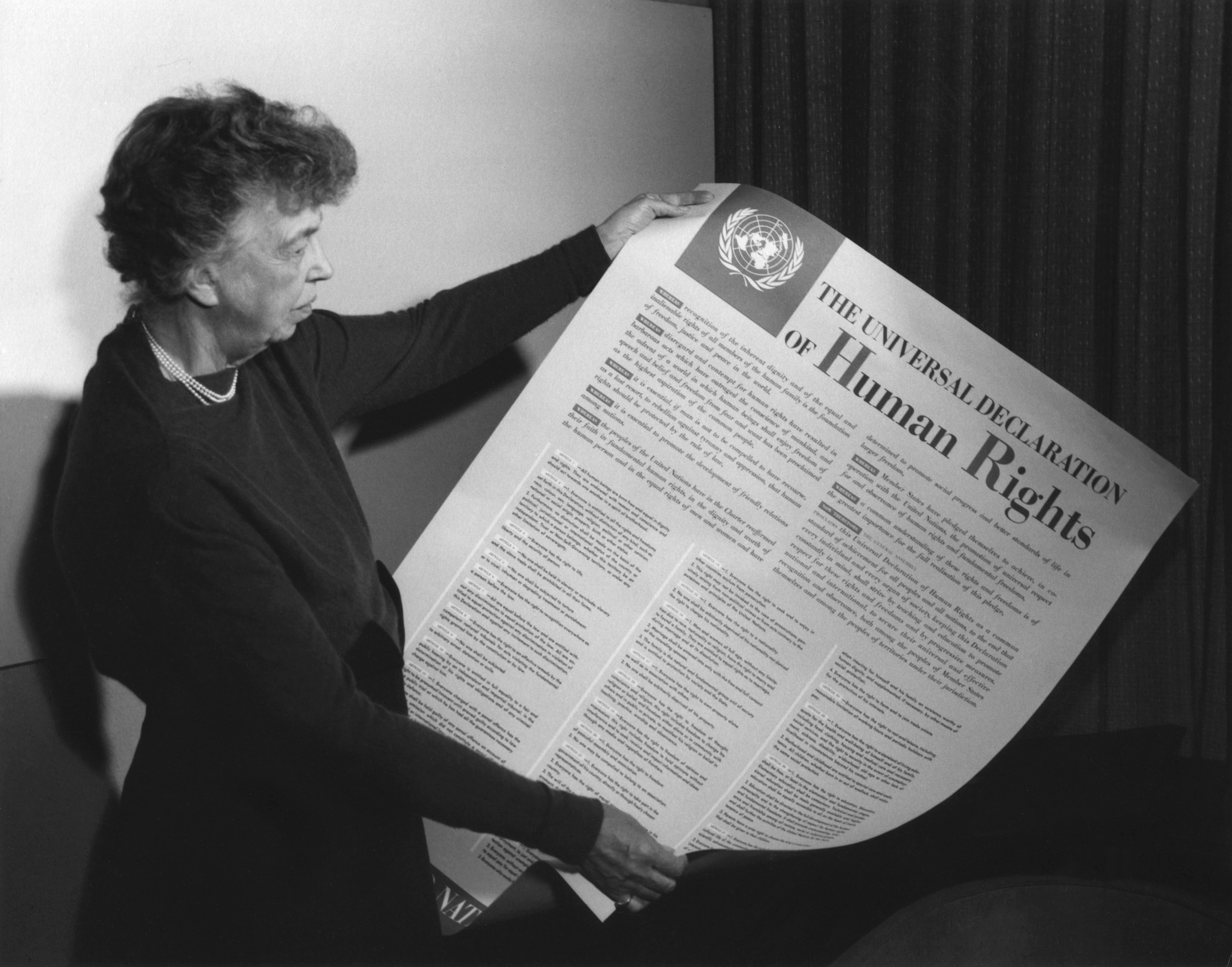
FN:s deklaration om de mänskliga rättigheterna

- 25 februari – Kommunisterna griper makten i Tjeckoslovakien genom en kupp.
- 26 mars – På Södermalm i Stockholm uppstår kväll efter kväll svåra kravaller där tusentals ungdomar slåss med polisen i det som kom att kallas Götgatskravallerna. Polisbilar angrips, och polisen spärrar Medborgarplatsen på kvällarna och kravallerna upphör. De unga klagar över att det inte finns något att göra.
- 15 maj - Israel anfalls av Egypten, Jordanien, Libanon, Irak, Syrien och Saudiarabien.
- Juni – De så kallade Jönköpingskravallerna 1948 äger rum i Jönköping omkring midsommar detta år.
- 24 juni – Sovjetunionen inför en blockad av Västberlin, och stänger alla tillfartsvägar. Västmakterna svarar med att upprätta en så kallad "luftbro" och klarar folkförsörjningen med flygleveranser.
- 17 september – Svenske greve Folke Bernadotte, som medlar åt FN i arab-israeliska konflikten, mördas i Jerusalem av medlemmar ur den sionistiska gruppen Lehi. Han har just färdigställt en rapport med förslag till tänkbara fredsvillkor.
- 19 september – I det svenska andrakammarvalet fördubblar Folkpartiet under Bertil Ohlin sitt röstetal från 26 till 57 mandat men Socialdemokraterna behåller regeringsmakten med sina 12 mandat. Folkpartiet blir dock det största oppositionspartiet.
- 2 november - Republikanen Harry S. Truman besegrar demokraten Thomas E. Dewey och dixiekraten Strom Thurmond vid presidentvalet i USA.
- 10 december - FN:s deklaration om de mänskliga rättigheterna antas.

### År1949

Västtyskland.

- 23 mars – Sverige får en ny tryckfrihetsförordning, som alltjämt är i kraft. Den innehåller grundlagsreglering i detalj, censurförbud, etableringsfrihet och offentlighetsprincipen. Pressens skydd mot statliga ingrepp stärks också. Förordningen är en följd av andra världskrigets inskränkningar i tryckfriheten.
- 1 april – Södra delen av ön Irland lämnar Brittiska samväldet och bildar Republiken Irland, medan Nordirland fortfarande tillhör Storbritannien.
- 23 maj – De tre västliga ockupationszonerna i Tyskland slås samman till "Förbundsrepubliken Tyskland" (Västtyskland) med Bonn som huvudstad.
- 5 augusti – En omfattande jordbävning i Ecuador lägger 80 städer i ruiner och kräver omkring 6 000 dödsoffer [6].
- 29 augusti – Sovjetunionen testar sin första atombomb.

Folkrepubliken Kina.

- 1 oktober – Folkrepubliken Kina utropas av Mao Zedong sedan kommunisterna har tagit makten och Chiang Kai-shek flytt till Formosa.

Östtyskland.

- 7 oktober – En andra tysk stat skapas då den sovjetiska ockupationszonen omvandlas till Tyska demokratiska republiken (Deutsche Demokratische Republik; DDR), i dagligt tal känd som Östtyskland, med Östberlin som huvudstad.

## Trender
- Sverige fortsätter 1930-talets ökning av reformer inom kriminalvårdspolitiken, med ökad satsning på återanpassning till samhället.[7]
- Cykelsemesterns storhetstid i Sverige fortsätter.[8]

## Födda
- Al Pacino, amerikansk skådespelare.
- John Lennon, brittisk sångare, ledargestalt i The Beatles.
- Pelé, brasiliansk fotbollsspelare.
- Bob Dylan, amerikansk rocksångare.
- Slobodan Milošević, jugoslavisk diktator.
- Stephen Hawking, brittisk fysiker.
- Muhammad Ali, amerikansk boxare.
- Paul McCartney, brittisk sångare, medlem av The Beatles.
- Harrison Ford, amerikansk skådespelare.
- Jan Stenbeck, mediemogul.
- Jimi Hendrix, amerikansk gitarrlegend.
- K.G. Hammar, tidigare ärkebiskop i Uppsala.
- George Harrison, brittisk gitarrist & sångare, medlem av The Beatles.
- Mick Jagger, brittisk sångare, frontfigur i The Rolling Stones.
- Robert De Niro, amerikansk skådespelare.
- Lech Walesa, polsk president och ledare av motståndet mot kommunismen.
- Jan Guillou, journalist, författare.
- Richard Starkey, brittisk trummis & sångare, medlem av The Beatles
- Bob Marley, jamaicansk reggaesångare.
- Björn Ulvaeus, kompositör, medlem i Abba.
- Mikael Wiehe, svensk musiker.
- Dolly Parton, amerikansk countrysångerska.
- Carl XVI Gustaf, Sveriges konung 1973-
- George W Bush, president i USA.
- Bill Clinton, tidigare president i USA.
- Benny Andersson, kompositör, medlem av Abba.
- Steven Spielberg, amerikansk filmregissör.
- David Bowie, brittisk sångare.
- Arnold Schwarzenegger, österrikisk kroppsbyggare, filmskådespelare och guvernör i Kalifornien.
- Stephen King, amerikansk skräckförfattare.
- Henning Mankell, svensk författare.
- Gudrun Schyman, svensk politiker, vänsterledare.
- Ozzy Osbourne, brittisk hårdrocksikon.
- Göran Persson, svensk socialdemokratisk statsminister.
- Meryl Streep, amerikansk skådespelerska.
- Carl Bildt, svensk moderat oppositionsledare, statsminister och utrikesminister.
- Bruce Springsteen, amerikansk rocksångare.
- Sigourney Weaver, amerikansk skådespelerska.
- Ulf Lundell, poet och sångare.

## Avlidna
- 1940: Kyösti Kallio, finsk president 1937-1940 (född 1873)
- 1940: Selma Lagerlöf, svensk författare (född 1858)
- 1941: Vilhelm II av Tyskland, 1888-1918 (född 1859)
- 1942: Lauri Kristian Relander, finsk president 1925-1931 (född 1883)
- 1944: Pehr Evind Svinhufvud, finsk president 1931-1937 (född 1861)
- 1945: Benito Mussolini, italiensk diktator (född 1883)
- 1945: Adolf Hitler, tysk diktator (född 1889)
- 1945: Franklin D. Roosevelt, amerikansk president (född 1882)
- 1946: Per Albin Hansson, svensk statsminister (född 1885)

### Fotnoter
1. 1 2 3  20:e århundrades När Var Hur – 1945, Bernt Himmelstedt, Forum, 1999
2. ↑  Brown, Robert J. (1998). Manipulating the Ether: the Power of Broadcast Radio in Thirties America. Jefferson, NC: McFarland & Co. sid. 117–120. ISBN 0-7864-2066-9
3. ↑  Treblinka – ein Todeslager der "Aktion Reinhard", in: "Aktion Reinhard" – Die Vernichtung der Juden im Generalgouvernement, Bogdan Musial (ed.), Osnabrück 2004, pp. 257–281.
4. ↑  Donald L. Niewyk, Francis R. Nicosia, The Columbia guide to the Holocaust, Columbia University Press, 2000, ISBN 0-231-11200-9. Page 210
5. ↑  Faktakalendern 2000 – 1946 (Utlandet) , Semic, 1999
6. ↑  Faktakalendern 2006, Semic, 2005
7. ↑  ”Kriminalvården”. Arkiverad från originalet den 23 juli 2014. https://web.archive.org/web/20140723134651/http://kriminalvarden.se/sv/Startsida-skolportal1/Brott-och-straff/En-fangslande-historia/. Läst 14 augusti 2011.
8. ↑  Sverige 1900-talet – När Sverige tog semester, NE, Bra Böcker, 2000